# Хаяно, Такахиро
Такахиро Хаяно (яп. 早野貴大, родился 6 сентября 1974 года в префектуре Яманаси) — японский регбист, игравший на позиции лока.

## Карьера
Занялся регби в средней школе Кацура (префектура Яманаси). С 1993 по 1996 годы играл за команду университета Тейкё, в 1996 году был капитаном команды. С 1997 по 2010 годы — игрок клуба «Сантори Санголиат»; в 2003 году был капитаном клуба в первом сезоне Топ-Лиги.
Выступал за команду Канто и за вторую сборную Японии. В 2003 году в связи с травмой Хироюки Танумы, полученной в игре против Франции, был дозаявлен в сборную Японии по регби на чемпионат мира в Австралии, но не сыграл ни матча.